# 上妻未来
上妻 未来（こうづま みらい、1989年8月21日 - ）は、日本の女優、モデル、タレント。鹿児島県種子島出身。フラッシュアップ所属。

## 人物・来歴
- 従叔父は元サッカー日本代表、現ガンバ大阪の遠藤保仁。
- 5歳からピアノを始め、中学、高校は吹奏楽部に所属しユーフォニアムを担当していた。
- 種子島高校を経て、平成音楽大学音楽科を2012年に卒業。
- 特技はピアノ・ユーフォニアム、書道。趣味はダンス、マリンスポーツ。
- 所持資格は、中学校教諭一種免許状（音楽）、高等学校教諭一種免許状（音楽）、日本習字中等師範、日本習字高等師範を習得。
- 2013年からフラッシュアップに所属。ドラマ・CMを中心に活動。
- 2015年から総合格闘技『RIZIN』のラウンドガールを務める。
- 2018年から種子島観光大使に就任。
- 2024年8月30日に第17代霧島ふるさと大使への就任が決まったと自身のInstagramにて発表。（任期は2024年11月10日から）[1] なお、両市（霧島市・西之表市）の同意を得たうえで、種子島観光大使と兼務する形を取ることも合わせて発表された。

## 出演

### イベント
- RIZIN.10（2018年5月6日、さいたまスーパーアリーナ） - RIZINガール[2]
- RIZIN FIGHTING WORLD GRAND-PRIX 2015 さいたま3DAYS（2015年12月29日・31日、さいたまスーパーアリーナ） - RIZINガール[2]
- RIZIN.1（2016年4月17日、名古屋市総合体育館（日本ガイシホール）） - RIZINガール
- RIZIN FIGHTING WORLD GRAND-PRIX 2016 無差別級トーナメント 開幕戦（2016年9月25日、さいたまスーパーアリーナ） - RIZINガール
- RIZIN FIGHTING WORLD GRAND-PRIX2016 無差別級トーナメント2nd round／Final round[3]
- RIZIN in YOKOHAMA-SAKURA-
- ADC授賞式（2014年 - 2017年）

### WEB番組
- Football Channel.TV「J.Chan」#29（2015年）[4]
- Football Channel.TV「F.Chan TV」＃3（2016年）[5][6]
- Football Channel.TV「F.Chan TV」＃14（2016年）[7]

### 映画
- 闇金ウシジマくん（監督：山口雅俊、2016年）
- リアル鬼ごっこ（監督：園子温、2015年）
- グラスホッパー（監督：瀧本智行、2015年）

### テレビ
- TX「じっくり聞いタロウ〜スター近況（秘）報告〜」（2018年）[8]
- KTV「今夜、勝手に抱きしめてもいいですか?」（2018年）[9]
- CX「痛快TV スカッとジャパン」三井貴子 役（2017年）[10]
- MX「モーニングcross」リポーター（2017年）
- NHK-BS「Let’sクライミング」第1・2回（2016年）
- CX「FUJIYAMA FIGHT CLUB」（2016年）
- CX「ようこそ、わが家へ」（2015年）
- NHK「まれ」（2015年）
- NHK「美女と男子」（2015年）
- NTV「有吉ゼミ」SP20（2015年）
- THK「ほっとけない魔女たち」（2014年）
- TBS「Dr.DMAT」第7話（2014年）
- BeeTV「OL達の給湯室」（2013年）

### ショー
- 假屋崎省吾の世界展（2013年・2014年）
- パールガールズコレクション（2014年）
- 京友禅きものショー（2015年）

### 広告
- ハウス「バーモントカレー」（2018年）
- ジャパネットたかた「エアコン狩り」（2018年）
- 花王biore「メイクの上からリフレッシュシート」（2018年）
- JAL「Wifi無料 鹿児島篇」（2018年）
- 資生堂（2018年）
- SUBARU（2018年）
- SONY「Xperia」（2017年）
- 日産「技術の日産」（2017年）
- ビンゴ5「披露宴」（2017年）
- 株式会社ミクニ（2017年）
- アサヒ「もぎたて」（2017年）
- ケイオプティコム「マイネオ」（2016年）
- 桂由美ウエディング　カタログ（2016年）
- スバル「ステラ」 （2015年）
- エクセリ（2015年）
- レバレジーズ（2015年）
- セブンイレブン（2015年）
- 雪印メグミルク（2015年）
- ガンホー「パズドラチャレンジ」（2014年）
- ゆめタウン「クールベーシック」（2014年）
- CAINZ（2014年）
- スバル「FORESTER」（2014年）
- じぶん銀行（2013年）
- 伊豆シャボテン公園（2013年）

### その他
- 女性自身
- チャン・グンソク「Voyage」（2017年）[11]